# Cheilosia vangaveri
Cheilosia vangaveri is een vliegensoort uit de familie van de zweefvliegen (Syrphidae). De wetenschappelijke naam van de soort is voor het eerst geldig gepubliceerd in 1937 door Timon-David.